# Nowy Sącz
Nowy Sącz (uttalas /'nɔvɨ 'sɔnʧ/; tyska: Neu Sandez) är en stad i Lillpolens vojvodskap i södra Polen med omkring 85 700 invånare (år 2001).

## Historia
Nowy Sącz grundades den 8 november 1292 av den böhmiska kungen Wenzel II, på platsen för en by benämnd Kamienica. En äldre handelsväg, kallad Bärnstensvägen, passerade staden, som förband Östersjön och Medelhavet. Under den tiden gynnades staden av dess närhet till handelsvägen till Ungern tack vare rättigheter givna av kung Vladislav I Lokietek, och senare hans son, Kasimir III, för att stödja honom under ett uppror i 1311. Under 1400-talet producerades stål- och ullprodukter i staden, och nästan rivaliserade Kraków i bildkonst. År 1611 ägde en stor brand rum som förstörde stora delar av staden, och under 1600-talet minskade stadens i betydelse efter "Svenska syndafloden". År 2021 rankades staden som den staden i Europa med sämst luftkvalité.